# Viví Escrivá
Victoria Escrivá Palacios, conocida como Viví Escrivá (Valencia, 12 de junio de 1939-Madrid, 9 de noviembre de 2024), fue una pintora e ilustradora española, galardonada en 2021 con el Premio Nacional de Ilustración.

## Trayectoria
Escrivá nació en Valencia en 1939 en el seno de una familia acomodada de artistas. Su madre fue Amparo Palacios, hija de un ingeniero agrónomo y su padre Ferran Escrivà i Cantos, juez e hijo de notario. Ambos eran pintores y estuvieron relacionados con la cultura e intelectualidad de la época, lo que permitió a su hija crecer en un ambiente artístico y cultural. Fue la segunda de cuatro hermanas. Aunque no fue escolarizada hasta los siete años, empezó a dibujar desde muy joven, manifestando ya un gran talento artístico desde los trece años. Estudió en la Real Academia de Bellas Artes de San Carlos de Valencia durante dos años para trasladarse posteriormente a la Escuela de Bellas Artes de San Fernando de Madrid. Su formación abarca la pintura y también la escultura de pequeño formato en terracota y bronce, siéndole otorgado en 1959 el 1.er Premio de Cerámica del Sindicato Español Universitario (SEU); el 1.er Premio y Mención Honorífica de Dibujo del Concurso Nacional de Escuelas de Bellas Artes, y el segundo Premio de Escultura en el Concurso Nacional de Escuelas de Bellas Artes.
Fue en 1957 cuando publicó su primer libro de ilustración, en la editorial Hernando de Valecia, en colaboración con su hermana Lilí, once meses menor que ella. En 1966 contrajo matrimonio con el pintor y grabador Francisco Álvarez, con quien realizó su primera exposición de pintura en Madrid, iniciando así una serie de exposiciones conjuntas en distintas localidades españolas. Su estilo presenta una paleta sobria en color, mientras que su temática es social y dramática con un fuerte expresionismo, apreciable también en las ilustraciones realizadas en ese momento. Ese mismo año publicó su primer libro en solitario, por encargo de la editorial Santillana. En él ya se puede apreciar un estilo propio y personal en el diseño de sus figuras. 
Comenzó su labor como ilustradora profesional de libros infantiles y escolares en 1976, ilustrando cuentos infantiles de relevantes autoras como Carmen Conde, Carmen Vázquez-Vigo, Pilar Mateos y Alma Flor Ada, y de Ramón María del Valle-Inclán entre otros autores clásicos.
Entre los años 1973 a y 1976 colaboró con Televisión Española en el programa Un globo, dos globos, tres globos, en el que con 25 o 30 dibujos debía ilustrar la narración de un cuento de 10 minutos de duración. Fue también en estos años cuando llevó a cabo la elaboración de trece audiovisuales para el Ministerio de Cultura, bajo el título "El libro de Ada", sobre el proceso de creación del libro.
En 1976, estableció contacto con el actor y titiritero Gonzalo Cañas, de quien recibió el encargo del diseño artístico de las marionetas que interpretarían el episodio de El retablo de Maese Pedro, de la novela Don Quijote de la Mancha,  para Televisión Española, con motivo del centenario del compositor Manuel de Falla. Posteriormente se realizaron varias exposiciones de sus marionetas.
En 1979 publicó “El Conde Sol”, de Carmen Conde, en el que ya se puede apreciar un estilo consolidado y personal. Un año más tarde realizó un trabajo de 640 ilustraciones para un proyecto audiovisual de la Revista TeleRadio, en su sección “El cuarto de los niños”, destinado a la promoción de la lectura entre los más pequeños. Este mismo año le fue otorgado el Premio Lazarillo por “Dos cuentos de princesas” con texto de María Puncel, publicado por la editorial Altea. En la próxima década publicará más de 40 libros de texto y de lectura.
Fue incluida en la lista de Honor del IBBY (International Board on Books for Young People) y en la lista de Honor Andersen, en 1981.
Fundadora de la Asociación Profesional de Ilustradores de Madrid, en la que ha sido muy activa realizando trabajos de gestión, exposiciones y elaboración de catálogos.
En los años noventa, a través de la división americana de las editoriales Alfaguara y Santillana en Estados Unidos, entabló amistad con la escritora de literatura y poesía infantil, Alma Flor Ada desarrollando parte de su carrera en Chicago y San Francisco. Publicó en editoriales estadounidenses como Harper Collins, Alfaguara-Miami, y Albert Whitman & Company. 
Con la publicación de Cuando Lía dibujó el mundo, en 1991, obtuvo el Premio Austral Infantil. Esta obra fue seleccionada en el año 2000 por la Fundación Germán Sánchez Ruipérez como una de las mejores cien obras del siglo XX de la Literatura Infantil española. En este álbum puede verse el paralelismo vital entre la protagonista y la autora.
Retomó la pintura y realizó varias exposiciones tanto en España como en Estados Unidos.  A partir de la primera década del 2000 trabajó más para editoriales americanas que nacionales. Ha sido nominada al Premio Nacional de Ilustración en 2009 y 2014, siéndole concedido finalmente en 2021. En la concesión de este premio el jurado destacó su influencia en generaciones de lectores como referente indiscutible y su gran labor en el fomento de la lectura en los más pequeños y jóvenes.
Destacable también su compromiso en la lucha por la igualdad efectiva entre hombre y mujeres, lo que le ha sido reconocido concediéndole el Premio Isabel Ferrer en 2022, otorgado por la Generalitat Valenciana.

## Reconocimientos
En 1959 mientras realizaba sus estudios, obtuvos varios premios, como son: el 1.er Premio de Cerámica del SEU provincial (Sindicato Español Universitario); el Primer Premio y Mención Honorífica de Dibujo del Concurso Nacional de Escuelas de Bellas Artes, y el Segundo Premio de Escultura en el Concurso Nacional de Escuelas de Bellas Artes.
Ya consolidada su carrera como ilustradora infantil y juvenil, recibió, en 1980, el Premio Lazarillo de Ilustración con la publicación Dos cuentos de princesas. En 1982 fue incluida en la Lista de Honor del Premio Andersen y en la Lista de Honor IBBY (International Board on Books for Young People).
En 1991 obtuvo el Premio Austral Infantil, por el cuento Cuando Lía dibujó el mundo. En el año 2000 este cuento fue seleccionado por la Fundación Germán Sánchez Ruipérez como una de las cien obras de literatura infantil española del siglo XX. 
Ha sido nominada en dos ocasiones, en 2009 y 2014 al Premio Nacional de Ilustración, que le fue concedido finalmente en 2021.
Por su compromiso en la lucha por la igualdad de hombres y mujeres le fue entregado en 2022 el Premio Isablel Ferrer.